# Dramadokumentar
En dramadokumentar eller et dokudrama er dramatiseret dokumentarisme: en dokumentarisk udesendelse i dramaform. Der er altså tale om en film eller et tv-program, der ved hjælp af skuespillere og iscenesættelse eller lignende rekonstruerer virkelige begivenheder for at beskrive eller sandsynliggøre et hændelsesforløb. Rekonstruktionen kan eventuelt ske på baggrund af eller med udgangspunkt i autentiske optagelser.
I dramatiserede dokumentarfilm arbejder instruktørerne med en bevidst blanding af fakta og fiktion. Man kan således fortælle en historie, der stort set er faktuel, men samtidig anvende filmiske virkemidler, der karakteriserer en traditionel fiktionsfilm. Et eksempel er filminstruktøren Roger Donaldsons spillefilm Tretten dage fra 2000 om Cubakrisen, der genspilles i dramatiseret form. Der er altså tale om en genre, der blander fakta og fiktion.
En anden blanding af de samme genrer - som altså dermed ikke er en dramadokumentar - er en mockumentary, hvor man fortæller en fiktiv historie, som om det var en dokumentarfilm. Et klassisk eksempel herpå er filmen This Is Spinal Tap fra 1984 om en (nærmest) fiktiv engelsk heavy metal-gruppe. En tredje variant af de to genrer er realityshows som eksempelvis den danske tv-serie Drengene på kanten, der også rummer en markant iscenesættelse, som er vigtig for seernes oplevelse.

## Ordets historie
"Dramadokumentar" kendes brugt på dansk fra 1990, mens formerne "dramadokumentarisk" og "dramadokumentarisme" vides brugt allerede fra 1980. Begrebet er en oversættelse af det engelske begreb drama documentary med samme betydning. Dansk Sprognævn har også registreret varianten "dramadok" fra engelsk drama-doc, også brugt i 1980. "Dokudrama" kendes på dansk fra 1978.